# Giro del Trentino 2011
Der 35. Giro del Trentino war ein Etappenrennen im Straßenradsport, das vom 19. bis zum 22. April 2011 in der autonomem italienischen Provinz Trentino stattfand. Es wurde über vier Etappen mit einer Gesamtdistanz von 528,9 Kilometern ausgetragen. Das Rennen war Teil der UCI Europe Tour 2011 und dort erstmals in die Kategorie 2.HC eingestuft, nachdem es in den Vorjahren der Kategorie 2.1 angehört hatte.

## Teilnehmer
An den Start gingen 19 Radsportteams, darunter sieben UCI ProTeams (Liquigas-Cannondale, Lampre-ISD, Pro Team Astana, Katjuscha, Team RadioShack, BMC Racing Team, AG2R La Mondiale), 10 UCI Professional Continental Teams und zwei UCI Continental Teams (Miche-Guerciotti und D’Angelo & Antenucci-Nippo).
Das Team Cofidis, le Crédit en Ligne trat nicht zum Rennen an. Es kam zu einem Streit mit den Veranstaltern des Rennens, der sich vom Rückzug des Teams überrascht und enttäuscht zeigte und die entstandenen Kosten mit Hilfe der UCI von Cofidis einklagen wollte. Das Team trat aber beim zeitgleich stattfindenden Amstel Gold Race an.
| ProTeams ag2r La Mondiale Lampre-ISD Liquigas-Cannondale Pro Team Astana Katjuscha BMC Racing Team Team RadioShack Professional Continental Teams Cofidis, le Crédit en Ligne Team Europcar UnitedHealthcare Pro Cycling Geox-TMC CCC Polsat Polkowice Androni Giocattoli Acqua & Sapone De Rosa-Ceramica Flaminia Colnago-CSF Inox Colombia es Pasión-Café de Colombia UCI Continental Team Miche-Guerciotti D’Angelo & Antenucci-Nippo |

## Strecke
Am ersten Tag erwartete die Teilnehmer ein 13,4 km Einzelzeitfahren auf einer Flachstrecke von Riva del Garda am nördlichen Ufer des Gardasees nach Arco.
Der zweite Tag führte über einige Berge, war aber noch die leichteste Etappe des Giro del Trentino und bot die Gelegenheit, dass Ausreißergruppen beziehungsweise Sprinter sich zeigten.
Die Teilstücke am Donnerstag und Freitag waren dann wie geschaffen für Kletterer. Den Fai della Paganella (1. Kategorie) auf einer Höhe von 1000 Metern über dem Meeresspiegel mussten die Trentino-Teilnehmer am Donnerstag gleich zweimal überqueren. Die erste Bergankunft endete hier und schon nach 33 km wurde er ein erstes Mal erklommen. Der elf Kilometer lange Anstieg ist im Durchschnitt 7,2 Prozent steil. Drei Kilometer vor dem Ziel bot eine besonders giftige Steigung die Gelegenheit die ersten Attacken auf den Führenden zu starten.
Die Schlussetappe endete in 1500 Metern Höhe im Skisportort Madonna di Campiglio, wo auch der Giro schon mehrmals zu Gast war. Der Anstieg nach Madonna di Campiglio wies auf 13,7 Kilometern durchschnittlich 5,4 % Steigung auf.

## Etappen
| Etappe | Tag       | Start – Ziel                          | Typ              | km    | Etappensieger   | Gesamtwertung    |
| ------ | --------- | ------------------------------------- | ---------------- | ----- | --------------- | ---------------- |
| 1.     | 19. April | Riva del Garda > Arco                 | Einzelzeitfahren | 013,4 | Andreas Klöden  | Andreas Klöden   |
| 2.     | 20. April | Dro > Ledro Bezzecca                  | Flachetappe      | 184,0 | Thomas Voeckler | Michele Scarponi |
| 3.     | 21. April | Molina di Ledro > Fai della Paganella | Bergetappe       | 170,0 | Fabio Duarte    | Michele Scarponi |
| 4.     | 22. April | Andalo > Madonna di Campiglio         | Bergetappe       | 161,5 | Roman Kreuziger | Michele Scarponi |

## Rennverlauf
Der Deutsche Andreas Klöden setzte nach Etappensiegen bei Paris-Nizza und dem Critérium International sowie dem Gesamtsieg bei der Baskenland-Rundfahrt sein erfolgreiches Frühjahr fort und konnte das Eröffnungs-Zeitfahren für sich entscheiden. Am Zwischenmessungspunkt lag Klöden noch hinter dem späteren Etappenzweiten Adriano Malori, bevor er auch dank eines kleinen Anstiegs zum Ende noch eine Sekunde Vorsprung auf den Italiener herausfahren konnte.
Doch auf dem zweiten Tagesabschnitt verlor Klöden krankheitsbedingt über fünf Minuten auf Etappensieger Thomas Voeckler und Michele Scarponi und stieg am folgenden tag aus dem Rennen aus. Somit übernahm der Italiener von Lampre-ISD das Trikot des Gesamtführenden. Voeckler und Scarponi hatten sich in einer späten Attacke vom Feld gelöst, wobei der Franzose zum Sieg gesprintet war. Die erste Verfolgergruppe hatte 24 Sekunden Rückstand.
Mit drei Sekunden Vorsprung machten Fabio Duarte und Tiago Machado den Sieg auf der dritten Etappe aus, den sich der Kolumbianer Duarte sicherte. Scarponi verteidigte als Tagesdritter die Gesamtführung, während Mitfavorit Vincenzo Nibali am Schlussanstieg über eineinhalb Minuten verlor.
Auch am letzten Tag mit Ankunft in Madonna di Campiglio blieb Scarponi vorne und fuhr seinen dritten Saisonsieg vor Machado und dem Überraschungs-Dritten Luca Ascani ein. Eine Ausreißergruppe machte den Tagessieg mit 24 Sekunden Vorsprung auf die Favoriten unter sich aus, den sich schließlich Roman Kreuziger vom Pro Team Astana holte.

## Wertungsführungen
| Etappe | Gesamt           | Sprint            | Berg            | Nachwuchs          | Team            |
| ------ | ---------------- | ----------------- | --------------- | ------------------ | --------------- |
| 1.     | Andreas Klöden   | –                 | –               | –                  | Team RadioShack |
| 2.     | Michele Scarponi | Giuseppe De Maria | Jurij Kriwzow   | Aleksandr Pliușkin | Lampre-ISD      |
| 3.     | Michele Scarponi | Stefano Borchi    | Adrian Honkisz  | Stefano Pirazzi    | Pro Team Astana |
| 4.     | Michele Scarponi | Matteo Montaguti  | Roman Kreuziger | Stefano Pirazzi    | Pro Team Astana |